# 葉春 (正統進士)
葉春（1406年—？），字時元，浙江衢州府開化縣人，軍籍。明朝政治人物。進士出身。

## 生平
正統六年（1441年）辛酉科浙江鄉試第七名。正統七年（1442年）聯捷壬戌科會試第一百三十七名，殿試登進士第二甲第三十八名。

## 家族
曾祖父葉和暉。祖父葉友仁。父亲葉茂芳。